# Колесов, Виктор Петрович
Виктор Петрович Колесов (13 января 1923 года, город Вязники, Владимирская губерния – 26 июля 2010 года, Москва) – российский химик, специалист в области термохимии, профессор кафедры физической химии химического факультета МГУ, доктор химических наук. Лауреат Государственной премии СССР (1984).

## Биография
Виктор Петрович Колесов родился в городе Вязники (Владимирская область) 13 января 1923 г. Закончил школу с отличием (1941 г.). После этого поступил на учёбу на химический факультет МГУ. Из-за начала Великой Отечественной войны был призван 28 марта 1942 года, из-за чего пришлось прервать обучение. За время военной службы поднялся в звании с рядового до командира орудийного расчёта. С 1944 года стал командиром взвода четвёртой Ударной армии I Прибалтийского фронта. За время войны был ранен дважды. В июне 1946 года был демобилизован. За период прохождения службы был награждён медалью «За боевые заслуги», орденом Отечественной войны I степени.
По возвращении со службы, Виктор Петрович Колесов решил возобновить своё обучение на химическом факультете МГУ и восстановился на второй курс. В 1950 году он выпустился с отличием и в том же году поступил в аспирантуру на кафедру физической химии. По её окончании Виктор Петрович защитил свою кандидатскую диссертацию по теме «Определение истинной теплоёмкости твёрдых веществ при низких температурах».
После окончания обучения Виктор Петрович получил приглашение на работу в термохимическую лабораторию им. В.Ф. Лугинина, которое он принял. Впоследствии он остался работать в этой лаборатории.
Виктор Петрович Колесов скончался 26 июля 2010 года в Москве.

## Научные исследования
Основной областью исследований Виктора Петровича Колесова являлась термохимия. Он определял стандартные энтальпии сгорания и образования, энтальпии реакций, исследовал фазовые переходы. Виктор Петрович является создателем такого направления, как исследование термохимических свойств галогенорганических соединений, а его работы по этой теме стали широко известны.
За годы работы В.П. Колесов опубликовал более 200 статей в ведущих научных журналах, причём не только отечественных, но и иностранных. В журнале «Успехи химии» он систематизировал энтальпии образования всех галоген-органических соединений, что привнесло значительный вклад в развитие термохимии. Этой же теме была посвящена его докторская диссертация «Исследования в области термохимии фторорганических соединений», которую он защитил в 1970 году. Виктор Петрович и его сотрудники за годы работы не только измерили больше половины известных на данных момент теплот образования фторорганических соединений, но и исследовали закономерности изменения этих величин, а также предложили наиболее подходящие методы для приближённой оценки теплот образования соединений этого типа. Благодаря этому была изучена термодинамика олигомеризации гексафторпропена и его окиси. Полученные результаты были использованы для создания и совершенствования технологии синтеза фторорганических продуктов, в государственном институте прикладной химии, в проектных работах на Кирово-Чепецком производстве. По приглашению IUPAC в 1979 году, Виктор Петрович стал авторов одной из глав монографии «Combustion Calorimetry».
Помимо этого, Виктор Петрович Колесов занимался измерением низкотемпературных теплоемкостей. По ходу работы он измерил 1000 теплоемкостей для изучения в молекулярных кристаллах органических соединений твердофазных превращений. Свои исследования Виктор Петрович опубликовал в журнале «Thermochimica Acta» в 1995 году.
В 1984 г. вместе с 12 коллегами под руководством акад. В.П.Глушко был удостоен Государственной премии за цикл работ «Создание системы данных о термодинамических свойствах индивидуальных веществ и продуктов сгорания» (1965—1982).
Виктор Петрович Колесов также был активным участником множества научных конференций. В их числе 13 Всесоюзных конференций по химической термодинамике и калориметрии от 1969 по 1991 года, в которых он не только участвовал, но также являлся членом Оргкомитета, 6 конференций по термодинамике органических соединений с 1973 по 1990 года, а также в качестве докладчика он посещал и международные конференции в Англии, Австрии, Швеции, ГДР, США и Японии.
Виктор Петрович был членом нескольких научных советов, а именно Научного Совета по термодинамике и термохимии РАН с 1960 по 1997 года, специализированного учёного совета по физической химии на химическом факультете МГУ, специализированного учёного совета при Институте истории естествознания и техники РАН.
Помимо этого, он также являлся одним из редакторов фундаментального справочника «Термические константы веществ» с 1968 по 1981 года. С 1991 года он входил в состав консультативного совета при редакции международного журнала "The Journal of Chemical Thermodynamics".
С 1971 по 1972 год был участником специального комитета комиссии по термодинамике и термохимии IUPAC, целью которого было составление рекомендаций для публикации данных в области термодинамики.

## Педагогическая деятельность
Виктор Петрович Колесов выступал в качестве лектора по спецкурсу «Термохимия» на химическом факультете МГУ. Более того, он выступал с пленарными лекциями в Варшаве (1969 год) и в Москве (1991 год). Виктор Петрович также писал учебники для студентов, посвящённые термохимии. Он также иногда работал индивидуально со студентами и аспирантами, что привело к тому, что под его руководством 18 аспирантов успешно защитили свои кандидатские диссертации.

## Награды
- Медаль «За боевые заслуги» (1944)
- Медаль «За победу над Германией в Великой Отечественной войне 1941—1945 гг.»
- Лауреат Государственной премии СССР за цикл работ «Создание системы данных о термодинамических свойствах индивидуальных веществ и продуктов сгорания» (1984)
- Орден Отечественной войны I степени (1985)
- Звание «Заслуженный научный сотрудник Московского университета» (1998)